# 阿马尔纳特石窟
阿马尔纳特石窟是一处印度教最神圣的朝圣地之一，供奉湿婆。它位于印度查谟－克什米尔邦，距离首府斯利那加141公里，海拔高度3888米，周围被雪山环绕。洞窟一年中大部分时间为积雪覆盖，只有夏季能向朝圣者开放。洞窟高130英尺，朝圣的目标为洞内的冰石笋，被视为湿婆林伽，在夏季逐渐融化。根据印度教的传说，湿婆在此洞窟解释生命和永恒的秘密，另外两块冰代表他的妻子雪山神女和儿子象头神。 

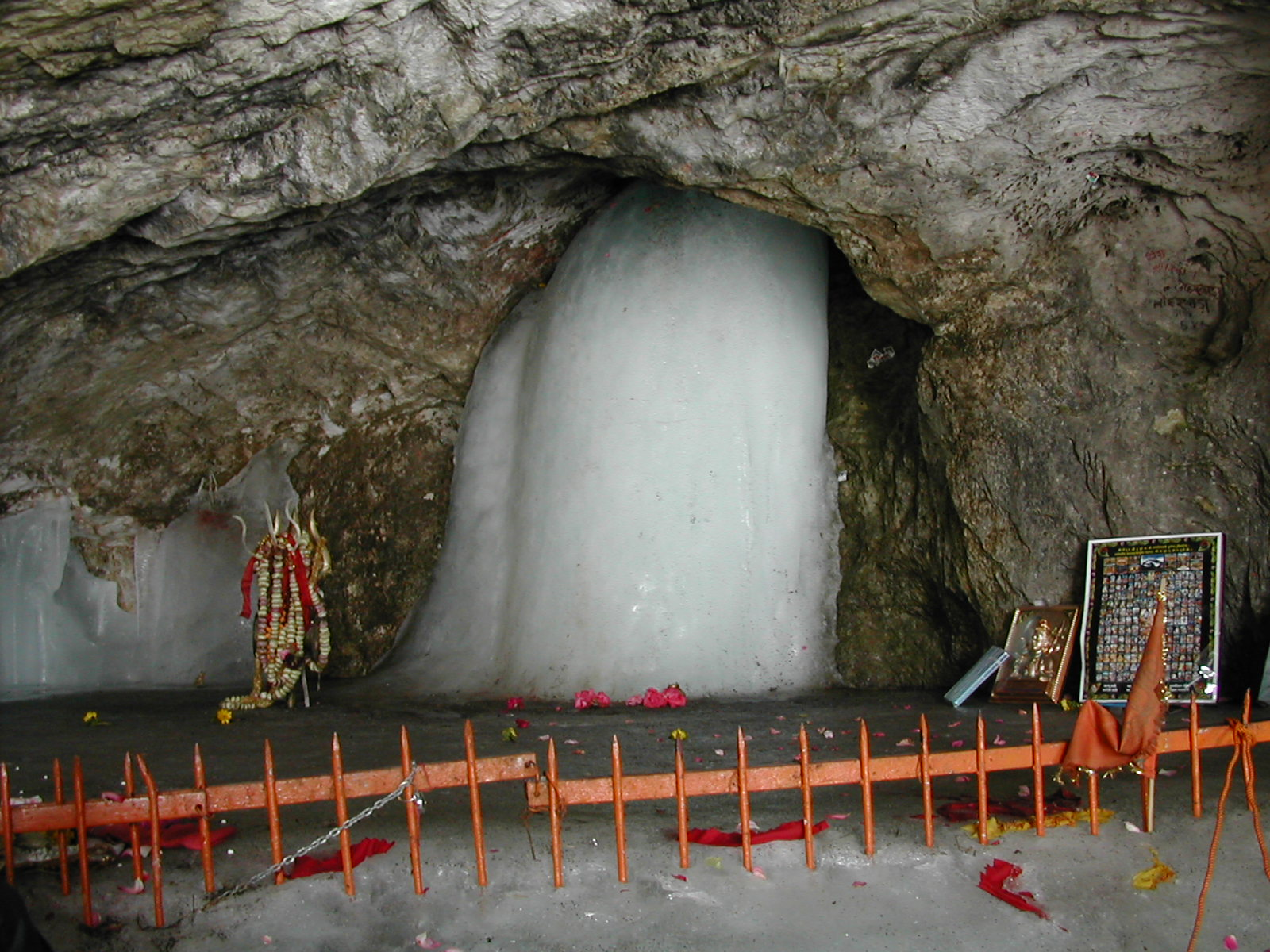
洞窟内的冰林伽

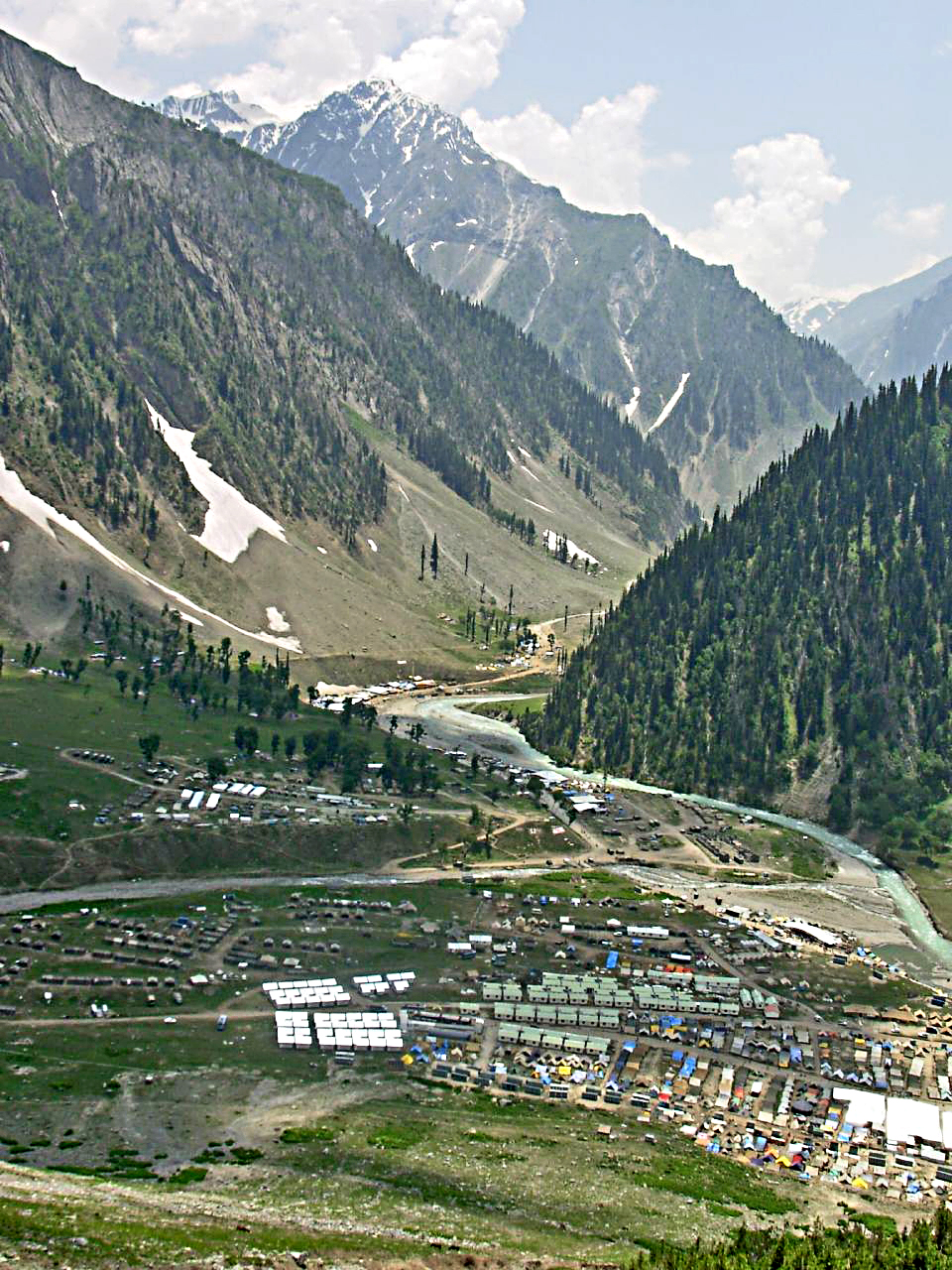